# Rosenhof (Mintraching)
Rosenhof ist ein Ortsteil der Gemeinde Mintraching im Landkreis Regensburg (Oberpfalz, Bayern) mit 227 Einwohnern (Hauptwohnsitz, Stand: 31. Dezember 2023).

## Lage
Der Ort besitzt einen gleichnamigen Autobahnanschluss an die A3. Nördlich des Ortes befindet sich das Gewerbegebiet Rosenhof, westlich der Gemeinde das Kieswerk und der Baggersee der Firma Guggenberger.

## Geschichte
Am 6. Juli 1961 hatte die damalige Gemeinde 488 Einwohner. Von diesen wohnten 412 auf dem Gebiet der heutigen Gemeinde Mintraching und 76 auf dem Gebiet der heutigen Gemeinde Neutraubling.
Am 27. Mai 1970 hatte die damalige Gemeinde 480 Einwohner. Von diesen wohnten 420 auf dem Gebiet der heutigen Gemeinde Mintraching und 60 auf dem Gebiet der heutigen Gemeinde Neutraubling.
Am 1. Mai 1978 wurde die ehemals selbständige Gemeinde in die Gemeinde Mintraching eingemeindet. Der Gebietsteil Lerchenfeld kam zu Neutraubling.

## Bauwerke

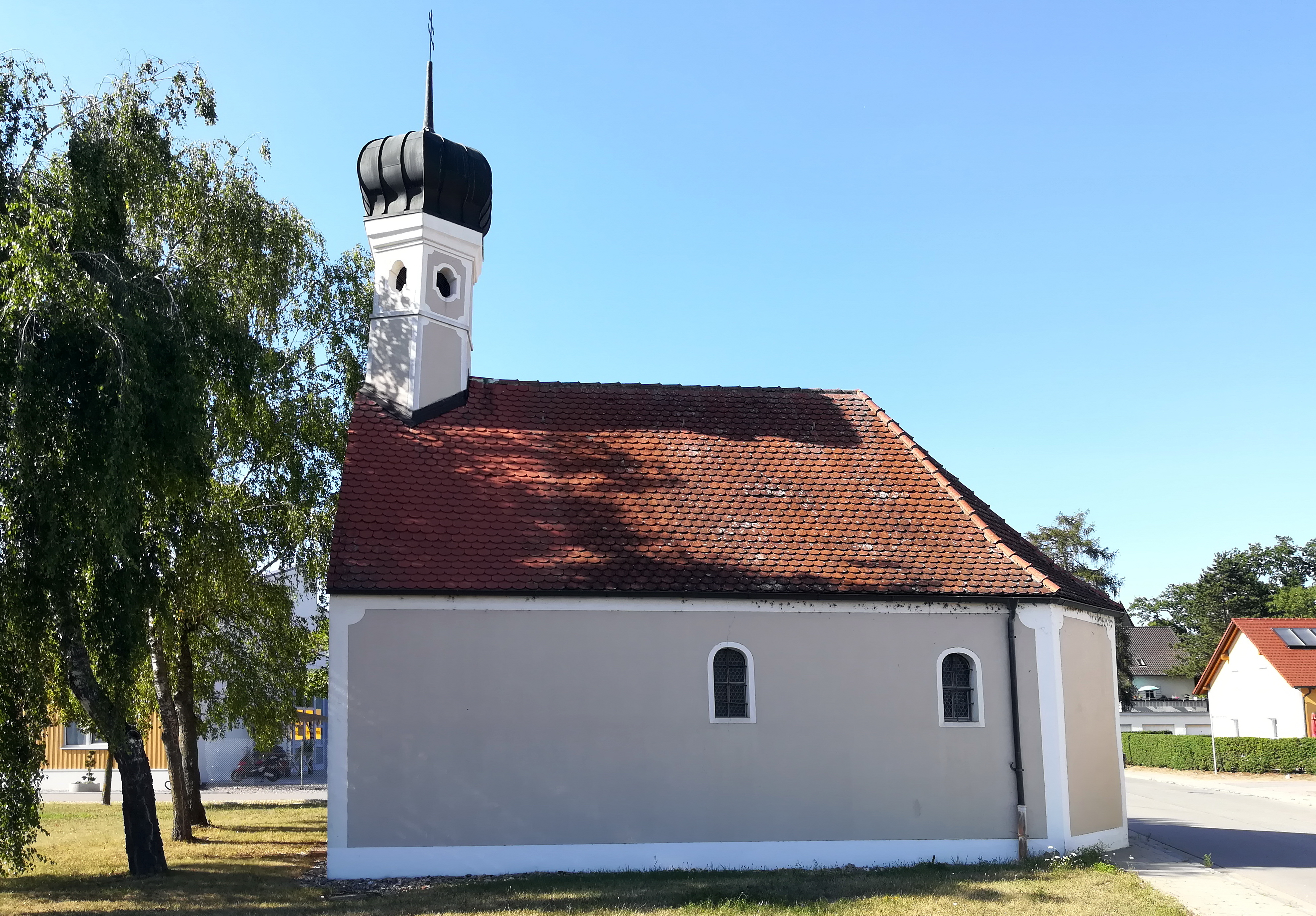
St. Florian in Rosenhof

- Katholische Nebenkirche St. Florian: Saalbau mit abgewalmtem Satteldach und Dachreiter

## Vereine
- Freiwillige Feuerwehr Rosenhof-Wolfskofen
- OGV Mintraching-Rosenhof
- FC Rosenhof
- KLJB Wolfskofen